# Cahors (wijn)

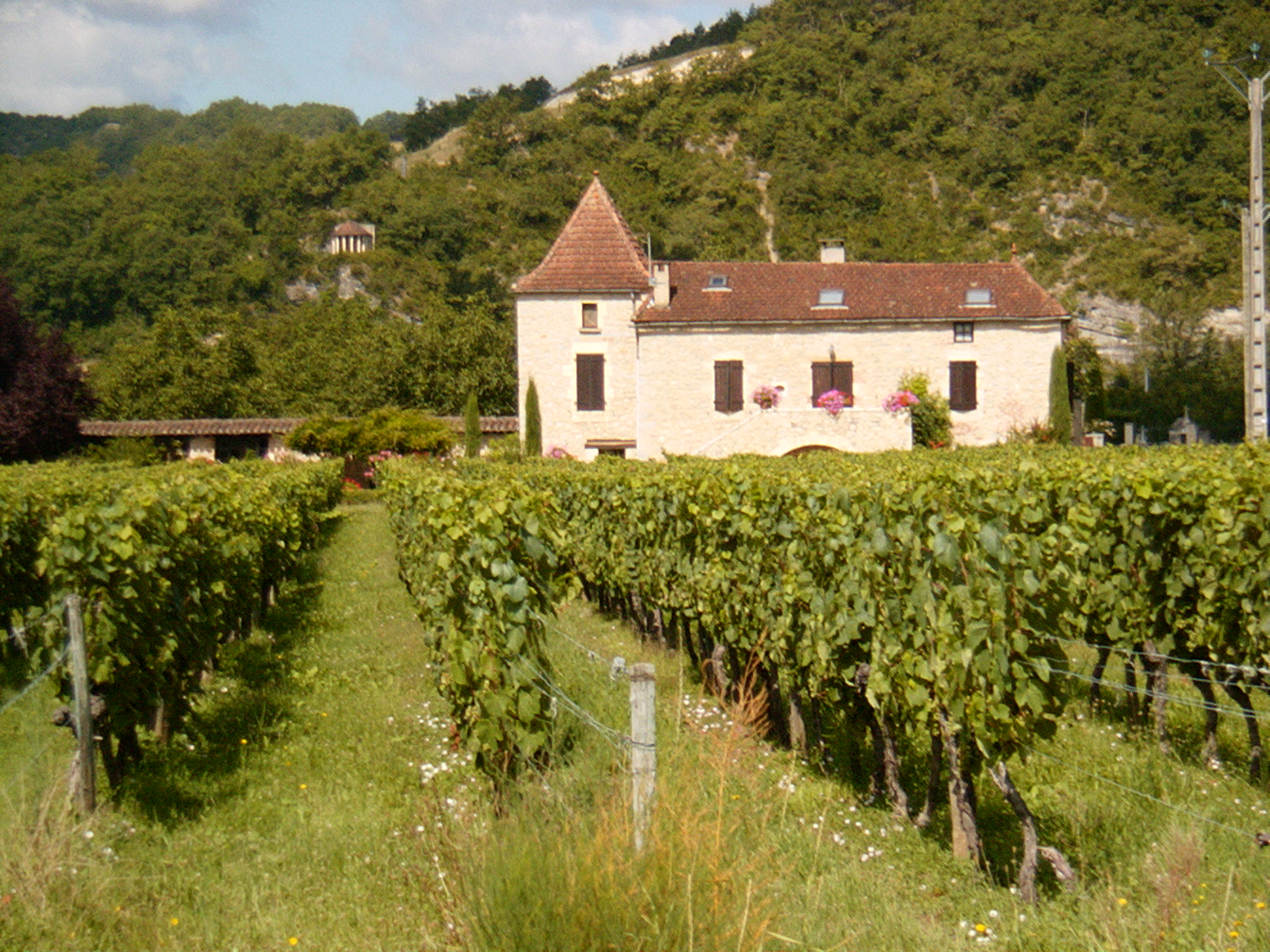
Wijngaard in de Cahors

Cahors is een rode AOC-wijn uit het gelijknamige stadje Cahors in het zuidwesten van Frankrijk. Het is het oudste wijngebied van dit land. Het druivenras dat het meest wordt gebruikt is de Côt, internationaal beter bekend als Malbec en ook wel (blauwe) Auxerois of Cahors-druif genoemd. Daarnaast worden ook de rassen Merlot en Tannat gebruikt.
Doordat de gebruikte druif veel tannine en kleurstof bevat, en door condities van de bodemgesteldheid en het microklimaat (terroir), levert dit een diep donkerrode wijn op die bijna zwart lijkt. Hierom wordt het ook wel zwarte wijn (Frans: Vin noir) genoemd. Het zijn robuuste wijnen.
De weinige witte- en roséwijnen die er gemaakt worden zijn geen AOC-wijnen maar worden verkocht als Vin de Pays du Lot.
Het wijnstokken areaal beslaat 4200 ha.